# Britt McKillip

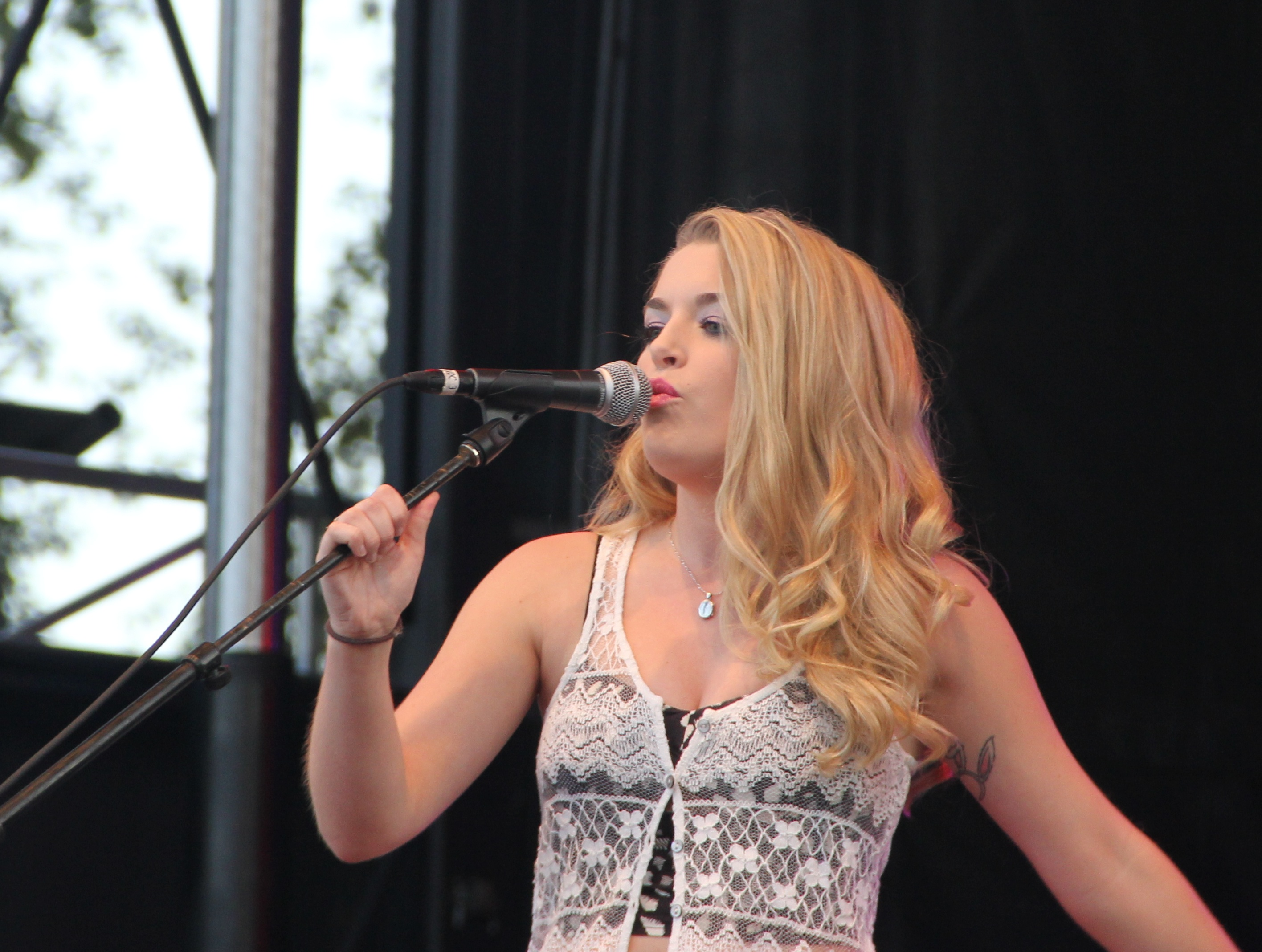
Britt McKillip

Britt McKillip (* 18. Januar 1991 in British Columbia) ist eine kanadische Schauspielerin. Bekannt wurde sie durch die Rolle der Reggie Lass in der Fernsehserie Dead Like Me – So gut wie tot.

## Leben
McKillip entstammt einer Künstlerfamilie. Ihr Vater ist der Filmproduzent Tom McKillip, ihre Mutter ist Songwriterin. Ihre ältere Schwester Carly McKillip ist ebenfalls Schauspielerin. Die beiden Schwestern sind Mitglieder der Country-Musik-Gruppe One More Girl. Britt McKillip hatte ihre ersten Fernsehrollen bereits 1998, im Alter von sieben Jahren.

## Filmografie (Auswahl)

### Filme
- 1998: Chaos auf vier Pfoten (In the Doghouse, Fernsehfilm)
- 1998: Schau nie nach unten! Die Angst am Abgrund (Don’t Look Down, Fernsehfilm)
- 2000: Mission to Mars
- 2000: Der magische Ring (Ratz, Fernsehfilm)
- 2000: Christmas Babies – Ein Geschenk des Himmels (Special Delivery, Fernsehfilm)
- 2001: Barbie in: Der Nussknacker (Barbie in the Nutcracker, Stimme)
- 2002: Spuren in den Tod (My Brother’s Keeper)
- 2002: Due East (Fernsehfilm)
- 2002: Barbie als Rapunzel (Stimme)
- 2002: Simsalabim Sabrina – Freunde für immer (Sabrina the Teenage Witch in Friends Forever, Fernsehfilm, Stimme)
- 2003: Baby Looney Tunes: Eggs-traordinary Adventure (Stimme)
- 2003: Scary Godmother: Halloween Spooktakular (Fernsehfilm, Stimme)
- 2005: Barbie: Fairytopia (Stimme)
- 2005: Bob der Butler (Bob the Butler)
- 2005: Scary Godmother: The Revenge of Jimmy (Fernsehfilm, Stimme)
- 2005: FBI – Die Vermittlerin (FBI: Negotiator, Fernsehfilm)
- 2005: My Little Pony: A Very Minty Christmas (Kurzvideo, Stimme)
- 2005: Candy Land: The Great Lollipop Adventure (Stimme)
- 2006: My Little Pony: The Runaway Rainbow (Stimme)
- 2006: My Little Pony: Greetings from Unicornia (Kurzvideo, Stimme)
- 2006: My Little Pony: The Princess Promenade (Stimme)
- 2006: Bratz: Babyz the Movie (Stimme)
- 2006: Barbie in: Die 12 tanzenden Prinzessinnen (Barbie in the 12 Dancing Princesses, Stimme)
- 2006: Holiday Wishes (Fernsehfilm)
- 2006: My Little Pony: A Very Pony Place (Stimme)
- 2007: Barbie als Prinzessin der Tierinsel (Barbie as the Island Princess, Stimme)
- 2007: Bratz: Super Babyz (Stimme)
- 2007: Trick ’r Treat – Die Nacht der Schrecken (Trick’r Treat)
- 2008: Ace Of Hearts
- 2008: My Little Pony Live! The World’s Biggest Tea Party (Stimme)
- 2008: Bratz Babyz Save Christmas (Stimme)
- 2008: Desperate Hours: An Amber Alert (Fernsehfilm)
- 2009: So gut wie tot – Dead Like Me: Der Film (Dead Like Me: Life After Death)
- 2010: Strawberry Shortcake: The Berryfest Princess (Stimme)
- 2010: Bratz: Pampered Petz (Stimme)
- 2012: Bratz: Desert Jewelz (Stimme)
- 2013: My Little Pony: Equestria Girls (Stimme)
- 2013: Coming Home for Christmas
- 2014: Strawberry Shortcake: Berry Best Friends (Stimme)
- 2015: My Little Pony: Equestria Girls – Friendship Games (Stimme)
- 2017: My Little Pony: Der Film (My Little Pony: The Movie, Stimme)
- 2018: Daddy’s Girl
- 2018: My Little Pony: Best Gift Ever
- 2019: Die Supermonster: Tierisch gute Freunde (Super Monsters Furever Friends, Fernsehfilm, Stimme)
- 2021: Poisoned in Paradise: A Martha’s Vineyard Mysteries (Fernsehfilm)

### Fernsehserien
- 1998: You, Me and the Kids (eine Folge)
- 1998: Liebling, ich habe die Kinder geschrumpft: Die Serie (Honey, I Shrunk the Kids: The TV Show, eine Folge)
- 1998–1999: Outer Limits – Die unbekannte Dimension (The Outer Limits, zwei Folgen)
- 2001: Night Visions (eine Folge)
- 2002: Breaking News (eine Folge)
- 2002–2005: Baby Looney Tunes (25 Folgen, Stimme)
- 2003–2004: Simsalabim Sabrina (Sabrina’s Secret Life, 26 Folgen, Stimme)
- 2003–2004: Dead Like Me – So gut wie tot (Dead Like Me, 26 Folgen)
- 2004: Bahn frei für Noddy (Make Way for Noddy, eine Folge, Stimme)
- 2004: Franklin – Eine Schildkröte erobert die Welt (Franklin, eine Folge, Stimme)
- 2005–2006: Trollz (sechs Folgen, Stimme)
- 2006: Class of the Titans (eine Folge, Stimme)
- 2009: Zixx: Level Three (drei Folgen)
- 2009–2015: Strawberry Shortcake’s Berry Bitty Adventures (59 Folgen)
- 2012: R. L. Stine’s The Haunting Hour (eine Folge)
- 2012–2019: My Little Pony – Freundschaft ist Magie (My Little Pony: Friendship is Magic, 22 Folgen, Stimme)
- 2017–2020: Die Supermonster (Super Monsters, 38 Folgen, Stimme)
- 2019–2020: Lego Jurassic World: Die Legende der Insel Nublar (Lego Jurassic World: Legend of Isla Nublar, 13 Folgen, Stimme)
- 2018, 2020–2022: Ninjago (29 Folgen, Stimme)

### Videospiel
- 2012: My Little Pony (Stimme)

## Auszeichnungen
| Preisverleihung | Kategorie                                                                                   | Resultat  | Datum |
| --- | ------------------------------------------------------------------------------------------- | --------- | ----- |
| Young Artist Award für ihre Rolle in Chaos auf vier Pfoten                                                                                 | Best Performance in a TV Movie/Pilot/Mini-Series or Series - Young Actress Age Ten or Under | Nominiert | 1999  |
| BTVA Television Voice Acting Award für ihre Rolle der Princess Mi Amore „Candace“ Candenza in My Little Pony – Freundschaft ist Magie      | Best Female Vocal Performance in a Television Series in a Guest Role                        | Nominiert | 2013  |
| BTVA People’s Choice Voice Acting Award für ihre Rolle der Princess Mi Amore „Candace“ Candenza in My Little Pony – Freundschaft ist Magie | Best Female Vocal Performance in a Television Series in a Guest Role                        | Gewonnen  | 2013  |
| BTVA Special/DVD Voice Acting Award, zusammen mit dem Ensemble von My Little Pony: Equestria Girls                                         | Best Vocal Ensemble in a TV Special/Direct-to-DVD Title or Short                            | Nominiert | 2014  |
| BTVA People's Choice Voice Acting Award, zusammen mit dem Ensemble von My Little Pony: Equestria Girls                                     | Best Vocal Ensemble in a TV Special/Direct-to-DVD Title or Short                            | Gewonnen  | 2014  |